# Инициатор (посёлок)
Инициатор — посёлок в Лебедянском районе Липецкой области России.
Входит в состав Шовского сельсовета.

## География
Посёлок находится севернее посёлка Культура.
В Инициаторе имеется одна улица: Трудовая. Через него проходят проселочная и автомобильная дороги с остановкой общественного транспорта.

## Население
| 2010 |
| ---- |
| 156  |